# Tramwaje w Cambrai
Tramwaje w Cambrai − zlikwidowany system komunikacji tramwajowej we francuskim mieście Cambrai, działający w latach 1903−1914.

## Historia
Tramwaje w Cambrai uruchomiono 29 listopada 1903. Sieć tramwajowa o rozstawie szyn 1000 mm składała się z 5 linii tramwajowych, które zaczynały się w centrum miasta na place d'Armes. Sieć była obsługiwana przez 16 dwuosiowych wagonów silnikowych. Po rozpoczęciu I wojny światowej w 1914 miasto zostało całkowicie zniszczone wraz z siecią tramwajową. 